# Újpest-központ

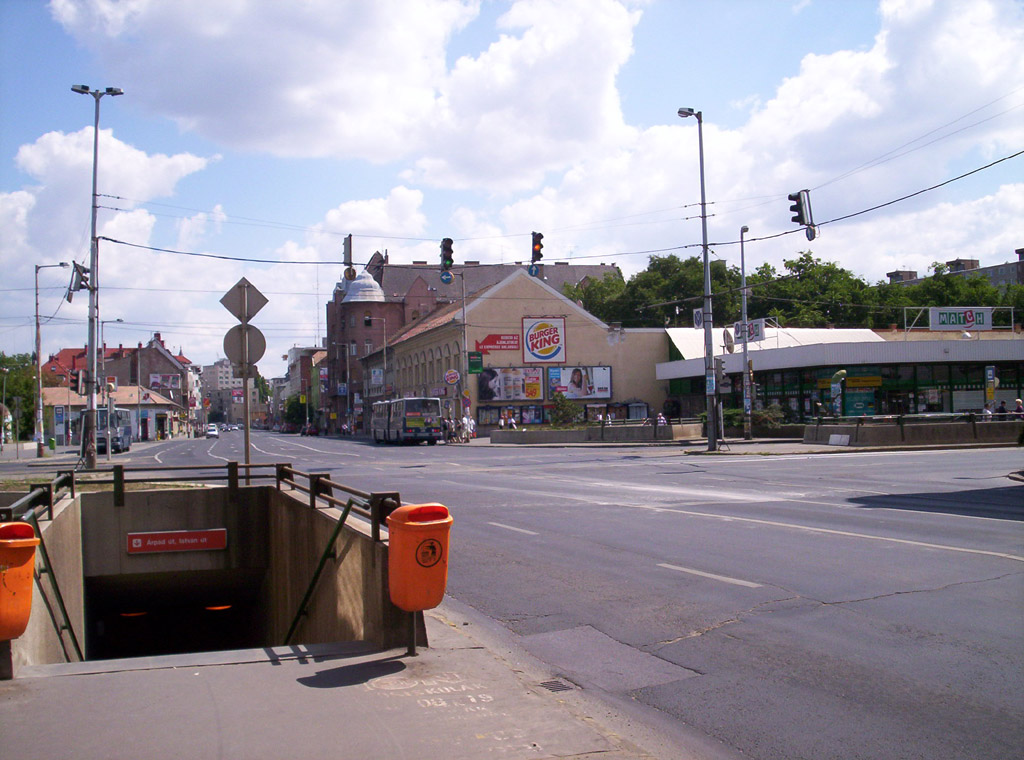
Újpest-Központ, az Árpád út felől nézve 2004-ben

Újpest-központ (2018-ig nagybetűvel: Újpest-Központ) Budapest IV. kerületében található csomópont, az Árpád út és az István út (kialakításakor: Bajcsy-Zsilinszky út) kereszteződése. Nevét az M3-as metróvonal újpesti szakaszának átadásakor kapta, 1990-ben az Újpest-központ metróállomásról.

## Története
A Belvárostól 9 km távolságra elhelyezkedő útkereszteződés ma ismert tágasságát a korábbi Bajcsy-Zsilinszky (mai István) út kiszélesítésével érték el. Ez már Újpest 1959-es városrendezési tervében is felmerült, a megvalósítása azonban csak az Újpesti lakótelep 1974-1986 között tartott megépítésének idején kezdődött és a M3-as metróvonal újpesti végállomásának átadásával, 1990-ben fejeződött be. A közlekedési csomópont 1987-1989 között épült. Az irányonként egy forgalmi sávos mai István utca a Munkásotthon utca és a Bercsényi utca között irányonként két forgalmi sáv szélességűre változott, középen burkolt villamospályával. A szükséges helyet az akkor Bajcsy-Zsilinszky nevet viselő út keleti oldalán álló földszintes házsor lebontásával nyerték.
A metrószerelvények 1990 óta állnak meg itt, a megnyitó ünnepség végül a rendszerváltás után, 1990. december 14-én zajlott, amikor  Demszky Gábor főpolgármester és Siklós Csaba közlekedési miniszter felavatta az új metrószakaszt, ám a felszíni és a föld alatti közlekedési változások csak másnap, 15-én léptek életbe, amikor üzemkezdettől az első metrószerelvény megérkezett ide. Azóta tervezik a vonal meghosszabbítását Káposztásmegyerig, de a munkálatok még nem kezdődtek meg.
Az üzemi helységek a peron felett, a gyalogos aluljáró szintjén találhatók.

## Egyéb járatok állomása

### Végállomások
- 25-ös busz, másik végállomás: Mexikói út
- 120-as busz, másik végállomás: Göncz Árpád városközpont
- 147-es busz, másik végállomás: Megyer, Julianus barát utca
- 170-es busz, másik végállomás: Rákospalota, Csömöri-patak
- 220-as busz, másik végállomás: Újpest, Erdősor út
- 270-es busz, másik végállomás: Rákospalota, Csömöri-patak
- -as metró, másik végállomás: Kőbánya-Kispest

### Áthaladó járatok

#### Buszok
- 30, 30A, 104, 104A, 196, 196A, 204, 230

#### Villamosok
- 12, 14

#### Volánbusz-járatok
- 308, 309, 310, 311, 313, 314, 315, 316, 317, 318, 319, 320

## A csomópont
Újpest-Központ az Árpád, valamint az István út keresztezése. A közúti forgalom elkerülése végett 2022-ig nem volt kijelölt szintbeni gyalogos átkelőhely, addig a járókelők az aluljárót vehették igénybe.